# Санчес Родригес, Родриго
Родриго Санчес Родригес (исп. Rodrigo Sánchez Rodríguez; 16 мая 2000, Талаюэла), более известный как Родри (исп. Rodri, испанское произношение: [ˈroðɾi]) — испанский футболист, полузащитник клуба «Реал Бетис».

## Клубная карьера
Санчес — воспитанник клубов «Реал Мадрид», «Атлетико Мадрид», «Эспаньол», «Барселона», «Депортиво Ла-Корунья» и «Бетис». В 2018 году для получения игровой практики Родриго начал выступать за дублирующую команду последних. 7 ноября 2020 года в матче против «Барселоны» он дебютировал в Ла Лиге. 13 сентября 2021 года в поединке против «Гранада» Санчес забил свой первый гол за «Реал Бетис».

## Международная карьера
В 2023 году Родри в составе молодёжной сборной Испании стал финалистом молодёжного чемпионата Европы в Румынии и Грузии. На турнире он сыграл в матчах против сборных Румынии, Хорватии, Швейцарии, Англии и дважды Украины.